# Rönninge Salem Fotboll
Rönninge Salem Fotboll är en svensk fotbollsklubb hemmahörande i Salems kommun. År 2023 hade klubben cirka 1 000 medlemmar.

## Bakgrund
Rönninge Salem Fotboll är resultatet av en sammanslagning av fotbollssektionerna i Rönninge SK (bildad 1923) och IFK Salem (bildad 1972). Sammanslagningen ägde rum 1991 och första spelsäsongen var 1992.
Rönninge Salem Fotboll spelar för närvarande i division 3 B (som är femte nivån i svensk damfotboll) och Division 5 Stockholm Södra (som är sjunde nivån i svensk herrfotboll). Klubben spelar sina hemmamatcher på Berga IP i Rönninge.
Klubben är ansluten till Stockholms Fotbollförbund.